# Shakti (banda)
Shakti (en honor al deva de mismo nombre) es un grupo de fusión acústica, que combinaba elementos de la música de India, con el jazz, que estuvo activo entre 1973 y 1978. Se considera uno de los pioneros de la world music.

## Historial
Estuvo liderado por el guitarrista inglés John McLaughlin, pero también formaban parte de la banda el violinista indio L. Shankar, y los percusionistas Zakir Hussain (tabla), Ramnad Raghavan (Mridangam) y T. H. "Vikku" Vinayakram (Ghatam).
La banda fusiona estilos musicales del este y del oeste de la India, además de integrar las tradiciones de la música clásica indostaní y de la música carnática, puesto que Hussain procedía del norte de la península y el resto de los miembros indios son del sur.
"Shakti" se reunió en 1975, tras la disolución de la segunda versión de la Mahavishnu Orchestra, y actuó con intensidad en el periodo 1975-1977; solo muy excepcionalmente, y con cambios en su formación, actuó después de esta fecha. En este periodo grabaron tres discos con Columbia-CBS, quien a pesar de su relativo éxito, no mostró mucho interés en continuar con el grupo. Veinte años más tarde, McLaughlin y Hussain reunieron otra banda con el mismo concepto, llamada Remember Shakti, que incluía a V. Selvaganesh (hijo de T. H. "Vikku" Vinayakram), al mandolinista U. Shrinivas y, eventualmente, a Shankar Mahadevan. 
Dos conciertos en el Festival de Jazz de Montreux (6 de julio de 1976, y 8 de julio de 1977) se incluyeron en la caja de 17 CDs editada por McLaughlin con todas sus intervenciones en el Festival.

## Discografía
- 1976 Shakti (Columbia)
- 1976 A Handful of Beauty (Columbia)
- 1977 Natural Elements (CBS)
- 1999 Remember Shakti Universal (como Remember Shakti)
- 2000 The Believer (Universal) (como Remember Shakti)
- 2001 Saturday Night in Bombay (Universal) (como Remember Shakti)
- 2020 Is that So? (Verve Records|Verve]]) (como Remember Shakti)
- 2023 This Moment (Abstract Logix)